# Po poteh Cankarjeve matere
Pot Cankarjeve matere je pohodniška pešpot, poimenovana po Neži Pivk, materi slovenskega pisatelja Ivana Cankarja. Poteka od Vrzdenca, ki je njen rojstni kraj, do Vrhnike, kjer je družina živela. Dolga je 14 km in se z več postanki prehodi v dobrih štirih urah. Pohod vsako leto poteka na dan samostojnosti in enotnosti, 26. decembra. Društvo ljubiteljev narave in običajev Notranjske je pod vodstvom Valentina Ogrina prvi pohod organiziralo  leta 1999, ko se ga je udeležilo osem pohodnikov. Od leta 2002 se zaključi z udeležbo na proslavi. Pot ni označena, zato je zemljevid dobrodošel.

Moja mati je bila doma z Vrzdenca. Ta vas je, pravijo, tam nekje v Horjulski dolini; jaz ne vem, če je res, ker je nikoli nisem videl … Ali da je na svetu in da je celo prav blizu, je čisto gotovo.
(Ivan Cankar, Vrzdenec)

## Potek poti
Začne se na Vrzdencu pred cerkevijo sv. Kancijana, kjer je freska sv. Krištofa, zavetnika pohodnikov. Pod njo leži Železnikova domačija, kjer si pohodniki lahko ogledajo sobo, posvečeno Cankarjevi materi, zbirko harmonik in črno kuhinjo. Pot se nato odcepi v Žažar. Tam stoji kapelica Marije Kraljice miru iz leta 1923, gradišče z evharističnim križem in stara kmečka hiša s črno kuhinjo pri Činžarju. V Veliki Ligojni je zaselek Mavsarija, kjer se je po pripovedovanju domačinov ustavljal Cankar. V eni izmed svojih črtic opisuje cerkev sv. Urha, ki jo je gledal s tega hriba, v zaselku Kote pa naj bi se leta 1610 naselili prvi Cankarji. Na Stari Vrhniki je spominska tabla, posvečena slikarju Simonu Ogrinu. Pohod se zaključi na Vrhniki, kjer je Cankarjeva spominska hiša, cerkev sv. Trojice, cerkev sv. Lenarta, spomenik letalcu Ivanu Grudnu iz leta 1907 in postaja vodnega zajetja v secesijskem slogu iz leta 1904. 
Postaje na poti:
1. Vrzdenec Na materinem obrazu je odseval ta nebeški svit. Iztegnila je roko in je pokazala na cerkev."Tam je Vrzdenec!" Ivan Cankar, Vrzdenec
2. Žažar
3. Velika Ligojna Pod velikim, s suhim cvetjem okrašenim razpelom, ki je viselo v kotu, je sedel sosed Luka, bajtar iz Velike Ligojne. Ivan Cankar, Sosed Luka
4. Stara Vrhnika In ko sta prišla v dolino pod Staro Vrhniko in je bila tam samotna temà, se je Hanca prestrašila v svojem srcu in je izpustila študentovo roko.  Ivan Cankar, Aleš iz Razora
5. Vrhnika Kraj ravni pod gozdom, pod temnim, mogočnim Raskovcem sedi jata golobov; bele peroti se leskečejo v soncu. Tam je Vrhnika. Čez bore, čez hoje, od tihega Krasa, od morja šumi burja, plane v ravan, postane, vztrepeče, osupla in utolažena ob toliki lepoti.  Cankar: Aleš iz Razora